# Список судинних рослин України — капустоцвіті
Список місцевих рослин України з порядку капустоцвіті є продовженням Списку судинних рослин України. Капустоцвіті (Brassicales) в рідній флорі України представлені родинами: капустяні (Brassicaceae), каперцеві (Capparaceae), резедові (Resedaceae).

### Місцеві капустоцвіті (Brassicales)
| №   | Вид | Розповсюдження в Україні | Джерело інформації | Родина                  | Зображення |
| --- | --- | --- | ------------------ | ----------------------- | ---------- |
| 1   | Кінський часник звичайний Alliaria petiolata (M.Bieb.) Cavara & Grande | У лісах і тінистих місцях — по всій території | [ 2 ]              | Капустяні Brassicaceae  |            |
| 2   | Бурачок чашечковий Alyssum alyssoides (L.) L., syn. Alyssum calycinum L., Alyssum minus Rothm. | На сухих і кам'янистих схилах — на всій території звичайний крім Карпат, але зростає в Закарпатті | [ 3 ]              | …                       |            |
| 3   | Odontarrhena obtusifolia (Steven ex DC.) C.A.Mey., syn. Alyssum borzaeanum Nyár., Odontarrhena borzaeana (Nyár.) D.A.German | На приморських пісках, черепашниках та вапняках на берегах Чорного моря — у Криму та Степу. У ЧКУ має статус «вразливий» | …                  | …                       |            |
| 4   | Odontarrhena caliacrae (Nyár.) D.A.German, syn. Alyssum caliacrae Nyár. | На кам'янистих схилах, пісках, вапняках — у Криму | …                  | …                       |            |
| 5   | Бурачок чашечкоплодий Alyssum calycocarpum Rupr. | На вапняках та сухих південних схилах — у Криму (переважно на ПБК) | …                  | …                       |            |
| 6   | Alyssum iljinskae V.I.Dorof., syn. Alyssum medium A.P.Iljinsk. | На вапняках — у західному Лісостепу (Хмельницька обл., ок. Кам'янець-Подільська, товтра Збручевиця) | …                  | …                       |            |
| 7   | Бурачок ленський Alyssum lenense Adams | На крейдяних оголеннях — у пн.-сх. ч. по р. Сів. Донець та Оскіл, рідко | …                  | …                       |            |
| 8   | Odontarrhena tortuosa (Willd.) C.A.Mey., syn. Alyssum tortuosum Willd., у т. ч. Alyssum longistylum (Sommier & Levier) Grossh. & Schischk., Alyssum savranicum Andrz. ex Besser, Odontarrhena gymnopoda (P.A.Smirn.) D.A.German, Odontarrhena savranica (Andrz. ex Besser) D.A.German | На скелях, кам'янистих схилах, пісках, вапняках та на крейді — у Лісостепу, рідко; Степу та Криму (Степовому, Передгірному, ПБК) | …                  | …                       |            |
| 9   | Бурачок дрібний Alyssum minutum Schltdl. ex DC. | На кам'янистих місцях, на оголеннях (гранітах, сланцях, вапняках) та на пісках — на півдні та в Криму, часто; у Лісостепу, рідко | …                  | …                       |            |
| 10  | Бурачок гірський Alyssum montanum L., у т. ч. Alyssum gmelinii Jord. | На пісках і пісковиках — у Розточчі-Опіллі, Поліссі та західному Лісостепу | …                  | …                       |            |
| 11  | Бурачок носатий Alyssum rostratum Steven | На відслоненнях вапняків, пісковиків і гранітів — на Дніпровсько-Приазовському кристалічному кряжі; у Лісостепу і Степу | …                  | …                       |            |
| 12  | Бурачок турецький Alyssum smyrnaeum C.A.Mey. | На відкритих схилах та кам'янистих місцях — у Криму (ПБК, відомий тільки з ок. с. Новий Світ) | …                  | …                       |            |
| 13  | Бурачок волосистоцвітий Alyssum trichostachyum Rupr. | На сухих пн. схилах — у гірському Криму | …                  | …                       |            |
| 14  | Бурачок пустельний Alyssum desertorum Stapf | На сухих схилах та на оголеннях різних порід, сміття. на полях і біля доріг — на всій території, звичайно; на північ поширюється залізницями | [ 4 ]              | …                       |            |
| 15  | Бурачок шорсткий Alyssum hirsutum M.Bieb. | На сухих пагорбах, схилах, оголеннях вапняку та крейди, іноді бур'ян на полях; на північ заноситься залізницями — на Закарпатті, Лісостепу, Степу та Криму | …                  | …                       |            |
| 16  | Alyssum strigosum Banks & Sol., у т. ч. Alyssum parviflorum Fisch. ex M.Bieb. | На кам'янистих і сухих схилах — у Криму | …                  | …                       |            |
| 17  | Бурачок парасольковий Alyssum umbellatum Desv. | На сухих та кам'янистих схилах — на ПБК (на сході поширюється до Феодосії) | …                  | …                       |            |
| 18  | Бурачок повзучий Alyssum repens Baumg. | Крим | [ 5 ]              | …                       |            |
| 19  | Alyssum simplex Rudolphi | ? | [ 6 ]              | …                       |            |
| 20  | Плоскостручечник льонолистий Meniocus linifolius (Stephan ex Willd.) DC., syn. Alyssum linifolium Stephan ex Willd. | У степах, на сухих схилах, на вапнякових і крейдяних відслоненнях — в Донецькому Лісостепу, Степу та Криму | [ 7 ]              | …                       |            |
| 21  | Odontarrhena muralis (Waldst. & Kit.) Endl., syn. Alyssum murale Waldst. & Kit. | На гранітах та вапняках — у Правобережному Степу та Криму | …                  | …                       |            |
| 22  | Гусимка піскова Arabidopsis arenosa (L.) Lawalrée, syn. Cardaminopsis arenosa (L.) Hayek, у т. ч. Cardaminopsis dependens Soó | На піщаних і кам'янистих місцях, рідше на пісковиках, гранітах — в Закарпатті, Карпатах, Прикарпатті, Поліссі, Лісостепу більш-менш звичайний; у Степу рідко | [ 8 ]              | …                       |            |
| 23  | Arabidopsis halleri (L.) O'Kane & Al-Shehbaz, syn. Cardaminopsis halleri (L.) Hayek, у т. ч. Cardaminopsis ovirensis (Wulfen) Thell. ex Jáv. | На пісковиках і сланцях у субальпійському та альпійському поясах Карпат, Закарпаття та Передкарпаття | …                  | …                       |            |
| 24  | Arabidopsis lyrata (L.) O'Kane & Al-Shehbaz, у т. ч. Cardaminopsis petraea (L.) Hiitonen | На скелях, схилах, на кам'янистих місцях та у високогір'ї (хр. Чорногора, Чивчинські гори) | …                  | …                       |            |
| 25  | Arabidopsis neglecta (Schult.) O'Kane & Al-Shehbaz, syn. Cardaminopsis neglecta (Schult.) Hayek | На кам'янистих місцях, на пісковиках та вапняках — у субальпійському та альпійському поясах Карпат (гори Близниця, Петрос, Чорногора) | …                  | …                       |            |
| 26  | Гусимка звичайна Arabidopsis thaliana (L.) Heynh. | На кам'янистих та сухих схилах, на полях – по всій території | [ 9 ]              | …                       |            |
| 27  | Pseudoarabidopsis toxophylla (M.Bieb.) Al-Shehbaz, O'Kane & R.A.Price, syn. Arabidopsis toxophylla (M.Bieb.) N.Busch | На солончаках — у Степу (Присивашшя) і Лісостепу (на Лівобережжі в Дніпропетровській і Луганській обл.) | …                  | …                       |            |
| 28  | Гусимець судетський Arabis allionii DC., syn. Arabis sudetica Tausch | На кам'янистих місцях, скелях — у субальпійському поясі Карпат (Закарпатська обл. м. Рахів, Чивчинські гори) | [ 8 ]              | …                       |            |
| 29  | Гусимець Горнунґа Arabis hornungiana Schur | На скелях та кам'янистих схилах — у Карпатах, дуже рідко (Івано-Франківська обл., Чивчинські гори) | …                  | …                       |            |
| 30  | Гусимець плоскостручковий Arabis planisiliqua (Pers.) Rchb. | На вологих луках, серед чагарників, у лісах — на б. ч. території; на ПБК — околиці с. Малоріченське і гора Аюдаг | …                  | …                       |            |
| 31  | Гусимець стрілолистий Arabis sagittata (Bertol.) DC. | На сухих луках, схилах, серед чагарників — розсіяно на всій території, крім півдня Степу | …                  | …                       |            |
| 32  | Гусимець альпійський Arabis alpina L. | На скелях і гірських схилах — у Карпатах у субальпійському і альпійському поясах (хребет Чорногора, Чивчинські гори) | [ 10 ]             | …                       |            |
| 33  | Гусимець кавказький Arabis caucasica Willd. | На скелях — у гірському Криму звичайно | …                  | …                       |            |
| 34  | Catolobus pendulus (L.) Al-Shehbaz, syn. Arabis pendula L. | У тінистих лісах, серед чагарників — в Лівобережному Лісостепу і Степу, зрідка | …                  | …                       |            |
| 35  | Pseudoturritis turrita (L.) Al-Shehbaz, syn. Arabis turrita L. | На вапнякових скелях і в тінистих місцях — у гірських лісах Криму, б.-м. зазвичай; у Лісостепу, по р. Дністер (в Чернівецькій і Хмельницькій обл.), у Київській обл.; у Черкаській обл. між м. Сміла і с. Мліїв по р. Ірдинівка                                                     | …                  | …                       |            |
| 36  | Arabis auriculata Lam., syn. Arabis recta Vill. | На степових, сухих і кам'янистих схилах — у Криму, Степу та Лісостепу, значно рідше; у Закарпатті, рідко Свалявський р-н, с. Дусино, гора Явірник | [ 11 ]             | …                       |            |
| 37  | Гусимець шорстковолосистий Arabis hirsuta (L.) Scop. | ? | [ 12 ]             | …                       |            |
| 38  | Пужник голий Turritis glabra L., syn. Arabis turritis Vest | Схилами, лісовими галявинами і серед чагарників — на б. ч. території, у Криму, рідко | [ 8 ]              | …                       |            |
| 39  | Arabis verna (L.) W.T.Aiton | Крим | [ 13 ]             | …                       |            |
| 40  | Хрін звичайний Armoracia rusticana G.Gaertn., B.Mey. & Scherb. | На городах іноді дичавіє — на всій території | [ 8 ]              | …                       |            |
| 41  | Хрін великоплідний Armoracia macrocarpa (Waldst. & Kit.) Kit. ex Baumg. | На Закарпатті й Одещині. У ЧКУ має статус «зникаючий» | ЧКУ                | …                       |            |
| 42  | Авринія скельна Aurinia saxatilis (L.) Desv. | На скелях граніту, рідше на пісковиках — на всій Дніпровсько-Приазовській кристалічній смузі, особливо на Правобережжі, в західному Поліссі, Лісостепу та Степу, розсіяно | [ 7 ]              | …                       |            |
| 43  | Суріпиця пряма Barbarea stricta Andrz. ex Besser | На торф'яних та сирих луках, болотах, у вільшаниках — на б. ч. території, крім Криму; на півдні Степу, лише у долинах річок | [ 14 ]             | …                       |            |
| 44  | Суріпиця звичайна Barbarea vulgaris W.T.Aiton | На луках, полях, схилах — на б. ч. території, крім півдня Степу, у Криму лише в горах | [ 10 ]             | …                       |            |
| 45  | Гикавка звичайна Berteroa incana (L.) DC. | На сухих схилах, уздовж доріг і на полях — на всій території, звичайний | [ 4 ]              | …                       |            |
| 46  | Очки гладенькі Biscutella laevigata L. | На вапняках, скелях у субальпійському поясі Карпат (хребет Чорногора, хребет Свидовець, гори Близниця, Герешаска, Драгобрат). У ЧКУ має статус «зникаючий» | [ 15 ]             | …                       |            |
| 47  | Капуста-рогачка Brassica elongata Ehrh. | У степах, на схилах, бур'ян на полях і біля доріг — у Лісостепу, Степу та Криму; олійна рослина | [ 16 ]             | …                       |            |
| 48  | Rhamphospermum nigrum (L.) Al-Shehbaz, syn. Brassica nigra (L.) W.D.J.Koch | На засмічених місцях і на берегах річок, дико чи здичавіло — по всій території, крім Криму | …                  | …                       |            |
| 49  | Капуста кримська Brassica taurica (Tzvelev) Tzvelev | На схилах до моря біля гори Аюдаг на ПБК дуже рідко. У ЧКУ має статус «зникаючий» | …                  | …                       |            |
| 50  | Свербига звичайна Bunias orientalis L. | На всій території | [ 17 ]             | …                       |            |
| 51  | Морська гірчиця звичайна Cakile maritima Scop. | По всьому морському узбережжю Чорного та Азовського морів та Сиваша, звичайно | [ 18 ]             | …                       |            |
| 52  | Калепина різнолиста Calepina irregularis (Asso) Thell. | У степах, на сухих схилах, бур'янах в Криму (крім яйли), звичайно | [ 19 ]             | …                       |            |
| 53  | Рижій льоновий Camelina alyssum (Mill.) Thell. | У посівах льону — в Поліссі та Лісостепу | [ 9 ]              | …                       |            |
| 54  | Рижій дрібноплодий Camelina microcarpa Andrz. ex DC. | На степах і схилах у Закарпатті (Ужгородський р-н, с. Доманинці, Ужгород, на залізниці) і по всій Україні, крім Карпат | …                  | …                       |            |
| 55  | Рижій південний Camelina rumelica Velen. | На півдні Степу (в Одеській, Херсонській, Миколаївській і Запорізькій області) і в Криму, часто | …                  | …                       |            |
| 56  | Рижій сійний Camelina sativa (L.) Crantz | Трапляється як бур'ян на б. ч. території | …                  | …                       |            |
| 57  | Грицики звичайні Capsella bursa-pastoris (L.) Medik. | На полях, біля доріг, біля житла — по всій території, звичайно | [ 17 ]             | …                       |            |
| 58  | Грицики східні Capsella orientalis Klokov | Поблизу житла й доріг, на пасовищах і в засміченим місцях — у Харківській і Луганській областях | …                  | …                       |            |
| 59  | Жеруха гірка Cardamine amara L. | На болотах, вологих луках, берегах річок і озер, у вільшняках — у Закарпатській обл., Карпатах, Передкарпатті, Полісся і пн. ч. Лісостепу, звичайний; у Степу, тільки в долинах річок                                                                                               | [ 14 ]             | …                       |            |
| 60  | Cardamine bulbifera (L.) Crantz | У тінистих лісах — на Закарпатті, Карпатах, на Поліссі та у Лісостепу, звичайний; після перерви росте у гірському Криму (у верхньому поясі та на Західних яйлах), рідко | …                  | …                       |            |
| 61  | Cardamine glanduligera O.Schwarz | У вологих тінистих лісах — на Закарпатті, Карпатах, Розточчі-Опіллі, як правило; у західному та правобережному Поліссі та західному та правобережному Лісостепу, значно рідше | …                  | …                       |            |
| 62  | Жеруха лучна Cardamine pratensis L. | На сирих луках, по берегах річок і боліт — У Закарпатті, Карпатах, Передкарпатті, Поліссі, Лісостепу, рідко | …                  | …                       |            |
| 63  | Cardamine quinquefolia (M.Bieb.) Schmalh. | У тінистих лісах, особливо дубових та букових — у Лівобережному Лісостепу та гірському Криму, звичайно; у Поліссі (Київська обл.) та Правобережному Лісостепу, рідко | …                  | …                       |            |
| 64  | Жеруха ніжна Cardamine tenera S.G.Gmel. ex C.A.Mey. | У тінистих лісах у верхньому поясі гірського Криму, зрідка. У ЧКУ має статус «зникаючий» | …                  | …                       |            |
| 65  | Жеруха трилиста Cardamine trifolia L. | У ялинових лісах — у Карпатах, у верхів'ях Чорної Тиси, на Боржавській полонині | …                  | …                       |            |
| 66  | Жеруха звивиста Cardamine flexuosa With. | У лісах, тінистих і сирих місцях — у Карпатах (гора Говерла), рідко; на Поліссі та в Лісостепу, зрідка | [ 4 ]              | …                       |            |
| 67  | Жеруха грецька Cardamine graeca L. | На затінених скелях, у лісах в Закарпатській області (Рахівський р-н, с. Ділове, Тячівський р-н, с. В. Уголька) і в Кримській обл. (Байдарські ворота, долина Ласпі, Ялтинська міськрада, смт Масандра, м. Ялта). У ЧКУ має статус «вразливий»                                      | …                  | …                       |            |
| 68  | Жеруха шорстка Cardamine hirsuta L. | У тінистих та сируватих місцях, лісах та чагарниках – у Закарпатті, Карпатах та Криму (у передгір'ях та на південному березі) | …                  | …                       |            |
| 69  | Жеруха недоторкана Cardamine impatiens L. | У лісах, серед чагарників, біля берегів річок і озер, в тінистих і вологих місцях — на б. ч. території, на півдні Степу і в Криму (нижній і середній пояси), рідко | …                  | …                       |            |
| 70  | Жеруха дрібноцвіта Cardamine parviflora L. | На берегах річок і озер, окрайцях боліт, у заплавах — на б. ч. території, крім Криму, в степових р-нах, рідко (по р. Дніпро доходить до гирла) | …                  | …                       |            |
| 71  | Cardamine matthioli Moretti | ? | [ 20 ]             | …                       |            |
| 72  | Catolobus pendulus (L.) Al-Shehbaz, syn. Arabis pendula L. | У тінистих лісах, серед чагарників — в Лівобережному Лісостепу і Степу, зрідка | [ 10 ]             | …                       |            |
| 73  | Суредька тендітна Chorispora tenella (Pall.) DC. | На полях, біля доріг — у Закарпатті, занесено; в Лісостепу, Степу та Криму, часто | [ 21 ]             | …                       |            |
| 74  | Вечірник сонцелюбний Clausia aprica (Stephan ex Willd.) Korn.-Trotzky | На сухих схилах, на крейдах і вапняках — дуже рідко в Луганській області (на р. Деркул і р. Комишна) | [ 22 ]             | …                       |            |
| 75  | Щитниця талабанова Clypeola jonthlaspi L., у т. ч. Clypeola microcarpa Moris | На сухих і кам'янистих схилах — у Криму | [ 4 ]              | …                       |            |
| 76  | Ложечниця піренейська Cochlearia pyrenaica DC. | Відомий з єдиного локалітету на пн.-зх. Поділлі у верхів'ях р. Зх. Буг. на Львівщині. У ЧКУ має статус «зникаючий» | ЧКУ                | …                       |            |
| 77  | Жовтух східний Conringia orientalis (L.) C.Presl | У посівах та біля доріг — майже по всій території, частіше у Степу та Криму | [ 23 ]             | …                       |            |
| 78  | Conringia austriaca (Jacq.) Sweet | Крим (судацько-феодосійський район) | [ 24 ]             | …                       |            |
| 79  | Conringia clavata Boiss. | Крим (судацько-феодосійський район) | [ 24 ]             | …                       |            |
| 80  | Катран великоцвітий Crambe grandiflora DC. | У степах у східному Криму і на Керченському півострів. У ЧКУ має статус «вразливий» | [ 25 ]             | …                       |            |
| 81  | Катран пірчастий Crambe pinnatifida W.T.Aiton | На сухих схилах, часто мергелистих, у степах — у Степовому Криму, на Тарханкутському й Керченському п-овах, в околицях Бахчисарая, м. Симферополь, Феодосійської міськради, масиву Карадаг, смт Планерське, зрідка. У ЧКУ має статус «вразливий»                                    | …                  | …                       |            |
| 82  | Катран Стевена Crambe steveniana Rupr. | У степах, на сухих схилах — у Степовому Криму, головним чином на 2-й гряді Кримських гір на мергелях і крейді, а також в ок. Планерського. У ЧКУ має статус «вразливий» | …                  | …                       |            |
| 83  | Катран татарський Crambe tataria Sebeók, у т. ч. Crambe buschii (O.E.Schulz) Grossh., Crambe aspera M.Bieb. | У степах, на схилах, особливо крейдяних, і на кам'янистих місцях — у Лісостепу, Степу, пн. Криму, передгір'ях (ок. Сімферополя) та сх. Криму (ок. Планерського). У ЧКУ має статус «вразливий»                                                                                       | …                  | …                       |            |
| 84  | Катран коктебельський Crambe koktebelica (Junge) N.Busch, syn. Crambe mitridatis Juz. | На глинисто-щебенистих урвищах Чорного моря в Криму (Тарханкутський і Керченський півострови), а також на сході ПБК (Феодосійський р/р, смт Планерське, масив Карадаг). У ЧКУ має статус «рідкісний»                                                                                | [ 19 ]             | …                       |            |
| 85  | Катран морський Crambe maritima L., у т. ч. Crambe pontica Steven ex Rupr. | Причорномор'я, Приазов'я. У ЧКУ має статус «вразливий» | ЧКУ                | …                       |            |
| 86  | Кудрявець звичайний Descurainia sophia (L.) Webb ex Prantl | На пустирях, біля доріг, жител — на всій території | [ 9 ]              | …                       |            |
| 87  | Дворядник крейдяний Diplotaxis cretacea Kotov | На крейдяних відслоненнях по річці Оскол (Дворічна — Тополі) і в Донецькій області (Амвросіївна). У ЧКУ має статус «вразливий» | [ 19 ]             | …                       |            |
| 88  | Дворядник муровий Diplotaxis muralis (L.) DC. | На кам'янистих місцях, а також біля стін, на узбіччях доріг – у Степу; як заносна рослина в Закарпатті, Поліссі, Лісостепу та на ПБК | …                  | …                       |            |
| 89  | Дворядник тонколистий Diplotaxis tenuifolia (L.) DC. | Бур'ян у Криму, особливо на ПБК; в останні роки занесено до Одеси, Мелітополя, Херсона, Києва, Ужгорода, Мукачевого, Полтави та ін. | …                  | …                       |            |
| 90  | Дворядник прутяний Diplotaxis viminea (L.) DC. | На сухих крейдяних схилах передгір'я, рідко; у ок. Нікітського ботанічного саду та на Керченському півострові в Криму | …                  | …                       |            |
| 91  | Крупка вічнозелена Draba aizoides L. | На вапнякових схилах у субальпійському та альпійському поясах Карпат (хр. Чорногора, гори Свидовець, Близниця, Говерла, Гормонеска, Вугілля, Драгобрат). У ЧКУ має статус «зникаючий»                                                                                               | [ 21 ]             | …                       |            |
| 92  | Крупка довгостовпчикова Draba cuspidata M.Bieb. | На кам'янистих і скелястих місцях — у гірському Криму (верхньому поясі і особливо в яйлі), нерідко | …                  | …                       |            |
| 93  | Крупка мурова Draba muralis L., syn. Drabella muralis (L.) Fourr. | На кам'янистому ґрунті, в горах Криму, рідко | …                  | …                       |            |
| 94  | Крупка гайова Draba nemorosa L. | На сухих схилах, луках, в чагарниках, на узбіччях доріг — на всій території; в Криму рідко; занесено до Закарпатської о6л. (Ужгородський р-н, станція Чоп, с. Холмец) | …                  | …                       |            |
| 95  | Draba praecox Steven, syn. Erophila praecox (Steven) DC. | На сухих і степових схилах — у Криму, біля Сиваської дамби, біля залізниці; в ок. Сімферополя, Керчі, зрідка; на ПБК, часто | …                  | …                       |            |
| 96  | Крупка стручкувата Draba siliquosa M.Bieb., syn. Draba carinthiaca Hoppe | На вапнякових та піщанистих схилах, іноді на сланцях у субальпійському поясі Карпат, пд.-сх. ч. (на хр. Чорногора, гори Близниця, Петрос, Говерла, Гормонеска, Чивчинські) | …                  | …                       |            |
| 97  | Draba verna L., syn. Erophila verna (L.) DC., у т. ч. Erophila krockeri Andrz. | На всій території на сухих і засмічених місцях, на пісках, звичайний вид | …                  | …                       |            |
| 98  | Draba hyperborea (L.) Desv., syn. Draba podolica (Besser) Rupr. | На сухих і кам'янистих схилах, крейдяних відслоненнях — у зх. Лісостепу, басейні р. Дністер, звичайно (у Хмельницькій та Вінницькій обл.), у Донецькому Лісостепу. У ЧКУ має статус «вразливий»                                                                                     | [ 26 ]             | …                       |            |
| 99  | Жовтушник лісовий Erysimum aureum M.Bieb. | У чагарниках, лісах — у Розточчі-Опіллі та Лісостепу, особливо багато в Донецькому, рідше в Лівобережному Лісостепу | [ 27 ]             | …                       |            |
| 100 | Жовтушник дрібноцвітий Erysimum cheiranthoides L. | На полях, біля доріг — на б. ч. території, крім Криму | …                  | …                       |            |
| 101 | Жовтушник загострений Erysimum cuspidatum (M.Bieb.) DC. | У степах, на сухих кам'янистих схилах — у Криму, часто; в західному Лісостепу по р. Дністер від Кам'янець-Подільського до Дубоссар, в Закарпатській обл. біля підніжжя гори Говерла, дуже рідко                                                                                     | …                  | …                       |            |
| 102 | Жовтушник сіруватий Erysimum diffusum Ehrh. | На степових і сухих схилах, на відслоненнях кам'янистих порід — на б. ч. території, крім Карпат, але занесено в Закарпатську обл. (станція Чоп) | …                  | …                       |            |
| 103 | Жовтушник угорський Erysimum hungaricum Zapał. | На вапняках — у Чивчинських горах | …                  | …                       |            |
| 104 | Жовтушник кринкський Erysimum krynkense Lavrenko | На крейдяних відслоненнях дуже рідко — у Приазов'ї (Донецька область, Амвросіївський р-н, с. Білоярівка). У ЧКУ має статус «зникаючий» | …                  | …                       |            |
| 105 | Жовтушник тонкостовпчиковий Erysimum leptostylum DC. | У степах, на кам'янистих схилах, на крейді — у лівобережному Степу (Луганська й Донецька області) | …                  | …                       |            |
| 106 | Жовтушник білоцвітий Erysimum leucanthemum (Stephan ex Willd.) B.Fedtsch. | У степах, на кам'янистих схилах і солонцях — у Степу і Криму (ок. Балаклави, на Керченському півострові) | …                  | …                       |            |
| 107 | Жовтушник запашний Erysimum odoratum Ehrh. | На схилах, у чагарниках — у Закарпатті, рідко Розточчі-Опіллі, Лісостепу і Степу, рідко (Донецька обл.) | …                  | …                       |            |
| 108 | Жовтушник розчепірений Erysimum repandum L. | На полях, узбіччях доріг, на сухих і степових схилах — у Степу та Криму, звичайно; північніше заноситься залізницями: Закарпатська обл. (м. Мукачево), Київ | …                  | …                       |            |
| 109 | Жовтушник український Erysimum ucranicum J.Gay | На крейдяних оголеннях у Луганській обл. (м. Старобільськ, Біловодськ), Харківській обл. (по р. Оскол) і на півночі Донецької обл. У ЧКУ має статус «вразливий» | …                  | …                       |            |
| 110 | Жовтушник Вітманна Erysimum witmannii Zaw., syn. Erysimum transsilvanicum Schur | На вапняках у горах — у Карпатах, у верхів'ях річок Сирет та Черемош; Чивчинські гори, рідко. У ЧКУ має статус «зникаючий» | …                  | …                       |            |
| 111 | Erysimum canum (Piller & Mitterp.) Polatschek, syn. Syrenia cana (Piller & Mitterp.) Neilr. | На пісках — на Поліссі, в Лісостепу, Степу, на Арабатській стрілці, біля Азовського моря | [ 22 ]             | …                       |            |
| 112 | Erysimum quadrangulum Desf., syn. Syrenia montana (Pall.) Klokov | На пісках — у Лісостепу і Степу, зазвичай; в Криму (в околиці Феодосії і на Керченському півострові) | …                  | …                       |            |
| 113 | Erysimum siliculosum (M.Bieb.) DC., syn. Syrenia siliculosa (M.Bieb.) Andrz. ex C.A.Mey. | На пісках у долинах річок — у Лісостепу, рідко; на півдні Степу, нерідко | …                  | …                       |            |
| 114 | Erysimum talijevii (Klokov) Mosyakin, syn. Syrenia tallijevii Klokov | На крейдяних відслоненнях — у Донецькій, Луганській і Харківській областях. У ЧКУ має статус «вразливий» | …                  | …                       |            |
| 115 | Erysimum exaltatum Andrz. ex Besser, syn. Erysimum hieraciifolium subsp. exaltatum (Andrz. ex Besser) Borza | ? | [ 28 ]             | …                       |            |
| 116 | Жовтушник Маршалла Erysimum marschallianum Andrz. ex DC. | ? | [ 29 ]             | …                       |            |
| 117 | Erysimum virgatum Roth | ? | [ 30 ]             | …                       |            |
| 118 | Насмітник звичайний Euclidium syriacum (L.) W.T.Aiton | Біля доріг і на полях — у Передкарпатті (Коломия), Лісостепу (на півдні), Степу та Криму | [ 17 ]             | …                       |            |
| 119 | Щитівка звичайна Fibigia clypeata (L.) Medik. | На кам'янистих та сухих схилах — у південному Криму, часто; у передгір'ях, значно рідше | [ 7 ]              | …                       |            |
| 120 | Вечорниці духмяні Hesperis matronalis L., у т. ч. Hesperis candida Kit., Hesperis pycnotricha Borbás & Degen, Hesperis voronovii N.Busch | У лісах, серед чагарників, на луках до верхнього пояса гір, дико в Карпатах; крім того, часто розводять у садах і дичавіє | [ 22 ]             | …                       |            |
| 121 | Вечорниці сибірські Hesperis sibirica L. | У сирих лісах, серед чагарників, у заплавах річок — у Лісостепу, рідше пн. ч. Лівобережжя; іноді розводять у садах | …                  | …                       |            |
| 122 | Вечорниці Стевена Hesperis steveniana DC. | У ялівцевих лісах, серед чагарників — на ПБК, звичайно | …                  | …                       |            |
| 123 | Вечорниці лісові Hesperis sylvestris Crantz | У лісах і серед чагарників — в Розточчі-Опіллі (Львівська обл., Золочівський р-н, с. Червоне) і на півдні Поділля, рідко | …                  | …                       |            |
| 124 | Вечорниці плакучі Hesperis tristis L. | Серед чагарників, у степах, на відслоненнях крейди і вапняків — на півдні Лісостепу, в Степу і Криму, на Лівобережному Поліссі (Чернігівська обл., м. Козелець), рідко | …                  | …                       |            |
| 125 | Гірчичник сивий Hirschfeldia incana (L.) Lagr.-Foss. | У сухих, кам'янистих місцях — зрідка в Криму (Тарханкутський півострів, Севастополь, Балаклава) | [ 16 ]             | …                       |            |
| 126 | Пахрінок скельний Hornungia petraea (L.) Rchb. | На кам'янистих та скельних місцях — у Правобережному Степу (Одеса), Степовому (на Керченському півострові) та гірському Криму, рідко | [ 15 ]             | …                       |            |
| 127 | Hornungia procumbens (L.) Hayek, syn. Hymenolobus procumbens (L.) Nutt. | На приморських солончаках, на глинисто-солонцюватих та піщано-солонцюватих місцях — в Одеській, Херсонській, пн. ч. Кримської обл., у Запорізькій та Донецькій обл.; рідко далеко від моря на солончаках у Дніпропетровській обл. (Павлоградський р-н, с. Карабінівка) на р. Самара | [ 17 ]             | …                       |            |
| 128 | Іберійка пірчаста Iberis pinnata L. | На кам'янистих схилах — на ПБК (Ялтинська міськрада, с. Зсувне) | [ 15 ]             | …                       |            |
| 129 | Іберійка скельна Iberis saxatilis L. | На скелястих місцях та оголеннях — у гірському Криму (переважно на яйлі та на ПБК), часто | …                  | …                       |            |
| 130 | Іберійка проста Iberis simplex DC., у т. ч. Iberis taurica DC. | На сухих схилах та кам'янистих місцях по всьому гірському Криму | …                  | …                       |            |
| 131 | Вайда ребриста Isatis costata C.A.Mey. | На степах, сухих схилах, оголеннях крейди та вапняку — Донецький Лісостеп, зрідка | [ 15 ]             | …                       |            |
| 132 | Вайда узбережна Isatis littoralis Steven | На приморських скелях берегами Чорного моря (Одеса [можливо вимер], у Криму: Феодосійська міськрада, смт Судак, масив Карадаг, смт Планерське). У ЧКУ має статус «вразливий» | …                  | …                       |            |
| 133 | Вайда кримська Isatis taurica M.Bieb. | На оголеннях вапняку та на сухих степах — на півдні Степу (Одеська, Херсонська, Донецька обл.), у Криму в передгір'ях та ок. Ялти | …                  | …                       |            |
| 134 | Вайда фарбувальна Isatis tinctoria L., у т. ч. Isatis campestris Steven ex DC., Isatis villarsii Gaudin | У степах, на сухих схилах, іноді як бур'ян на полях і біля доріг — у Лісостепу, Степу та Криму; заноситься на північ залізницями | …                  | …                       |            |
| 135 | Вайда повстиста Isatis tomentella Boiss. & Balansa | На сухих схилах у передгір'ях Криму та ок. Судака, зрідка | …                  | …                       |            |
| 136 | Вайда рання Isatis praecox Kit. ex Tratt. | ? | [ 31 ]             | …                       |            |
| 137 | Хріниця польова Lepidium campestre (L.) W.T.Aiton | На полях, схилами і біля доріг — звичайний на заході та в Криму, значно рідше на сході; розноситься на північ залізницями (Київ, Житомирська обл., смт Олевськ; Харківська обл., м. Харків, Готвальдський р-н, с. Беспалівка)                                                       | [ 23 ]             | …                       |            |
| 138 | Хріниця хрящувата Lepidium cartilagineum (J.Mayer) Thell., у т. ч. Lepidium crassifolium Waldst. & Kit., Lepidium syvaschicum Kleopow | На солонцях і солончаках, дуже рідко в Одеській області (смт Саврань, Балтський район, село Піщана, на р. Савранка) | …                  | …                       |            |
| 139 | Хріниця злаколиста Lepidium graminifolium L. | На сухих відкритих схилах — у гірському Криму від Севастополя до Малоріченської Алуштинської міськради | …                  | …                       |            |
| 140 | Хріниця широколиста Lepidium latifolium L. | На засолених луках, солончаках, берегах річок, посушливих і засолених місцях — у Лісостепу, Степу та Криму, звичайно; на Поліссі (Київ, Чернігівська обл., м. Ніжин, Бахмацький р-н, с. Матіївка; Сумська обл., Кролевецький р-н, с. Тулиголове) і в Закарпатті (Ужгород), рідко    | …                  | …                       |            |
| 141 | Lepidium meyeri Claus, у т. ч. Lepidium turczaninowii Lipsky | На вапнякових схилах у Криму (Феодосія) | …                  | …                       |            |
| 142 | Хріниця пронизанолиста Lepidium perfoliatum L. | У степах, на полях, сухих схилах, біля доріг — у Криму, Степу та на півдні Лісостепу, часто; по залізницях поширюється в більш північні р-ни (Київ, Харків, Ужгород) | …                  | …                       |            |
| 143 | Хріниця низька Lepidium pumilum Boiss. & Balansa | На приморських солончаках у Херсонській обл. та у Кримській обл. | …                  | …                       |            |
| 144 | Хріниця смердюча Lepidium ruderale L. | На засолених та солончакових відкритих місцях, біля доріг — на всій території | [ 32 ]             | …                       |            |
| 145 | Lepidium coronopus (L.) Al-Shehbaz, syn. Coronopus squamatus (Forssk.) Asch. | Біля доріг, на місцях для сміття; рослина адвентивна на заході, насамперед у Прикарпатті та Правобережному Лісостепу; у Криму, рідко | [ 32 ]             | …                       |            |
| 146 | Lepidium draba L. | ? | [ 33 ]             | …                       |            |
| 147 | Lepidium lyratum L. | Крим | [ 34 ]             | …                       |            |
| 148 | Місячниця гірська Lunaria rediviva L. | У лісах — на Закарпатті, Карпатах, Прикарпатті, зазвичай; у Розточчі-Опіллі, рідко (Львівська обл., окр. Львова, Перемишлянський р-н, с, Підгородище); у західному Лісостепу, дуже рідко; у Лівобережному Лісостепу (Сумська обл.). У ЧКУ має статус «неоцінений»                   | [ 35 ]             | …                       |            |
| 149 | Матіола запашна Matthiola fragrans (Fisch.) Bunge | На крейдяних схилах — у пн.-сх. ч. Степу та Донецькому Лісостепу (по Півн. Дінцю та його притокам). У ЧКУ має статус «рідкісний» | [ 21 ]             | …                       |            |
| 150 | Матіола найзапашніша Matthiola odoratissima (M.Bieb.) W.T.Aiton | У сухих кам'янистих місцинах — в гірському Криму, на Тарханкутському й Керченському півостровах рідко | …                  | …                       |            |
| 151 | Плоскостручечник льонолистий Meniocus linifolius (Stephan ex Willd.) DC. | У степах, на сухих схилах, на вапнякових та крейдяних відслоненнях — у Донецькому Лісостепу, Степу та Криму | [ 7 ]              | …                       |            |
| 152 | Полівка пронизанолиста Myagrum perfoliatum L. | На сміттєвих місцях, узбіччях доріг, у садах — у Донецькому Лісостепу, Степу та Криму | [ 17 ]             | …                       |            |
| 153 | Настурція лікарська Nasturtium officinale W.T.Aiton | У воді на болотах та біля джерел, рідко — у Закарпатті (Мукачево), Карпатах, Расточчі-Опіллі (Львів), Лісостепу (на заході), Степу (Одеса), Криму (нижній та середній пояси) | [ 8 ]              | …                       |            |
| 154 | Вервечниця горбкувата Neotorularia torulosa (Desf.) Hedge & J.Léonard | Дуже рідко на ПБК, ок. Судака та Планерського | [ 9 ]              | …                       |            |
| 155 | Нив'янка волотиста Neslia paniculata (L.) Desv. | На полях, узбіччях доріг — на всій території розсіяно | [ 17 ]             | …                       |            |
| 156 | Noccaea dacica (Heuff.) F.K.Mey., syn. Thlaspi dacicum Heuff. | На кам'янистих схилах (на андезитах, вапняках) у високогірному поясі Карпат (хр. Свидовець, гори Піп Іван, Герешаска) | [ 17 ]             | …                       |            |
| 157 | Noccaea kovatsii (Heuff.) F.K.Mey., syn. Thlaspi kovatsii Heuff. | На вапнякових схилах, рідко – у високогірному поясі Карпат (хр. Свидовець, Чивчинські гори на вис. 1650 м) | …                  | …                       |            |
| 158 | Noccaea macrantha (Lipsky) F.K.Mey., syn. Thlaspi macranthum (Lipsky) N.Busch | На кам'янистих схилах та лісових узліссях у гірському Криму, звичайно | [ 15 ]             | …                       |            |
| 159 | Noccaea perfoliata (L.) Al-Shehbaz, syn. Thlaspi perfoliatum L. | На схилах, полях, луках, у чагарниках, іноді бур'ян біля доріг — у Лісостепу, Степу та Криму, нерідко; у Закарпатті (Перечинський р-н, с. Ворочево; Ужгородський р-н, смт Середнє); на північ заноситься залізницями та шосейними дорогами                                          | …                  | …                       |            |
| 160 | Mummenhoffia alliacea (L.) Esmailbegi & Al-Shehbaz, syn. Thlaspi alliaceum L. | Адвентивний у західних районах: Закарпатська обл. (Ужгородський р-н, с. Доманинці, Берегівський р-н, с. Велика Бігань, хр. Чорногора), Львівська (м. Броди) та Тернопільська (м. Збараж)                                                                                            | …                  | …                       |            |
| 161 | Талабан польовий Thlaspi arvense L. | У посівах, біля доріг та поблизу житла – по всій території | …                  | …                       |            |
| 162 | Noccaea sarmatica F.K.Mey., syn. Thlaspi sarmatica (F.K.Mey.) V.I.Dorof. | ? | [ 36 ]             | …                       |            |
| 163 | Редька дика Raphanus raphanistrum L., у т. ч. Raphanus candidus Vorosch., Raphanus sativus L., Raphanus maritimus Don | У посівах і біля доріг — по всій території | [ 19 ]             | …                       |            |
| 164 | Ріпиця багаторічна Rapistrum perenne (L.) All. | На полях, біля доріг — на півдні Лісостепу і Степу, крім Криму; рослина занесена по залізницях у північні райони (Київ, Харків) і Закарпатську обл. (Міжгірський р-н, смт Міжгір'я)                                                                                                 | [ 25 ]             | …                       |            |
| 165 | Ріпиця зморщена Rapistrum rugosum (L.) All. | Біля доріг і в посівах — у Степу та Криму | …                  | …                       |            |
| 166 | Водяний хрін австрійський Rorippa austriaca (Crantz) Besser | На заливних луках, по берегах річок і боліт, на півдні Степу в подах — на всій території | [ 8 ]              | …                       |            |
| 167 | Водяний хрін земноводний Rorippa amphibia (L.) Besser | У стоячих і повільно поточних водах, на берегах річок і в мілководдях — на б. ч. території, крім Присивашшя | [ 26 ]             | …                       |            |
| 168 | Водяний хрін короткоплодий Rorippa brachycarpa (C.A.Mey.) Hayek | На сухих місцях, на луках, у подах і біля берегів річок і ставків — на б. ч. території, крім Закарпаття, Карпат, Прикарпаття, у Розточчі-Опіллі, пн. Криму, дуже рідко (луки нижньої течії р. Биюк-Карасу)                                                                          | …                  | …                       |            |
| 169 | Водяний хрін ісландський Rorippa islandica (Oeder) Borbás | На сирих пісках біля берегів річок і ставків, на Поліссі (річками Остер та Десна) рідко | …                  | …                       |            |
| 170 | Водяний хрін болотяний Rorippa palustris (L.) Besser | На піщаних вологих місцях, поблизу води в більшій частині України, крім пд. частини Степу | …                  | …                       |            |
| 171 | Водяний хрін піренейський Rorippa pyrenaica (All.) Rchb. | На луках, на сирих місцях – на Закарпатті (смт В. Березний, Тячівський р-н, смт Тересва, м. Ужгород, Межигірський р-н, с. Колочава), нерідко | …                  | …                       |            |
| 172 | Водяний хрін лісовий Rorippa sylvestris (L.) Besser | На луках серед верб і тополь, на берегах річок, озер, канав, у сирих місцях по всій території, але в Криму рідкісний, береги р. Биюк-Карасу в степовому Криму | …                  | …                       |            |
| 173 | Rorippa prolifera (Heuff.) Neilr. | ? | [ 37 ]             | …                       |            |
| 174 | Гірчиця біла Sinapis alba L., у т. ч. Sinapis dissecta Lag. | На полях — на б. ч. території | [ 16 ]             | …                       |            |
| 175 | Rhamphospermum arvense (L.) Andrz. ex Besser, syn. Sinapis arvensis L. | На полях, серед посівів — на всій території | …                  | …                       |            |
| 176 | Сухоребрик високий Sisymbrium altissimum L. | На полях, біля доріг, поблизу житла — на всій території крім Карпат, але зростає в Закарпатті | [ 2 ]              | …                       |            |
| 177 | Dichasianthus confertus (Steven ex Turcz.) V.I.Dorof., syn. Sisymbrium confertum Steven ex Turcz. | На кам'янистих схилах та по бур'янах на ПБК (від Балаклави до Малоріченської Алуштинської міськради), рідко | …                  | …                       |            |
| 178 | Сухоребрик лікарський Sisymbrium officinale (L.) Scop. | На полях, пустирях, узбіччях доріг — на всій території | …                  | …                       |            |
| 179 | Сухоребрик східний Sisymbrium orientale L. | Біля доріг, на полях, на сухих схилах і в Степу — у півд. ч. Степу і Криму; занесено по залізницях у Закарпатті (Ужгород, Мукачево) | …                  | …                       |            |
| 180 | Сухоребрик мінливий Sisymbrium polymorphum (Murray) Roth | На степових схилах, галявинах у лісах, кам'янистих степах — на півдні Лісостепу, у Степу і північ Криму; занесено в Закарпатті (Ужгород) | …                  | …                       |            |
| 181 | Сухоребрик жорсткий Sisymbrium strictissimum L. | У лісах і серед чагарників — рідко в Закарпатті (місто Хуст), Лісостепу і на Поліссі | …                  | …                       |            |
| 182 | Сухоребрик Льозеля Sisymbrium loeselii L. | На всій території | [ 9 ]              | …                       |            |
| 183 | Соболевськія кримська Sobolewskia sibirica (Willd.) P.W.Ball | На скелях і кам'янистих схилах ПБК, рідко. У ЧКУ має статус «рідкісний» | [ 2 ]              | …                       |            |
| 184 | Вечорничка африканська Strigosella africana (L.) Botsch. | На Поліссі (Житомирська обл., м. Білокоровичі, м. Олевськ), у Лісостепу (р. Дністер), дуже рідко | [ 21 ]             | …                       |            |
| 185 | Teesdalia coronopifolia (J.P.Bergeret) Thell. | Крим | [ 38 ]             | …                       |            |
| 186 | Голостеблиця піскова Teesdalia nudicaulis (L.) W.T.Aiton | На піщаних місцях, дуже рідко | [ 17 ]             | …                       |            |
| 187 | Каперці колючі Capparis spinosa L., у т. ч. Capparis herbacea Willd. → Capparis spinosa var. herbacea | На сухих кам'янистих схилах, на приморських галечниках — у Криму, нерідко | [ 39 ]             | Каперцеві (Capparaceae) |            |
| 188 | Резеда непахуча Reseda inodora Rchb. | На схилах і відслоненнях різних порід — на півдні Лісостепу, зрідка; в Степу | [ 40 ]             | Резедові (Resedaceae)   |            |
| 189 | Резеда жовта Reseda lutea L. | На схилах, відслоненнях різних порід, уздовж доріг, на полях — на всій території звичайний, однак у Карпатах і на Поліссі, рідше | [ 9 ]              | …                       |            |
| 190 | Резеда жовтенька Reseda luteola L. | На сухих схилах, оголеннях різних порід — у Криму, звичайно | …                  | …                       |            |